# Gesamtministerium Lindenau
Das Gesamtministerium Lindenau bildete vom 1. Dezember 1831 bis September 1843 die von König Anton und seinem Nachfolger Friedrich August II. berufene Landesregierung des Königreiches Sachsen. Mit der Annahme der Sächsischen Verfassung wurde das Gesamtministerium als Landesregierung neu geschaffen. Den Vorsitz im Gesamtministerium konnte der König selbst führen oder der von ihm zum Vorsitzenden des Gesamtministeriums bestellte Fachminister. Der Vorsitzende war allerdings nicht als Ministerpräsident zu verstehen.
| Amt                                          | Name |
| -------------------------------------------- | --- |
| Vorsitzender des Gesamtministeriums, Inneres | Bernhard von Lindenau |
| Äußeres                                      | Johannes von Minckwitz, 1. Dezember 1831 – 1835 Heinrich Anton von Zeschau, ab 1835                                            |
| Kultus und öffentlicher Unterricht           | Johann Christian Müller, 1. Dezember 1831 – 7. März 1836 Hans Georg von Carlowitz, 1836 – 1840 Eduard von Wietersheim, ab 1840 |
| Justiz                                       | Julius Traugott von Könneritz, ab 1. Dezember 1831                                                                             |
| Finanzen                                     | Heinrich Anton von Zeschau, ab 1. Dezember 1831                                                                                |
| Krieg                                        | Johann Adolf von Zezschwitz, 1. Dezember 1831 – 1839 Gustav von Nostitz-Wallwitz, ab 1839                                      |